# Таранова Валентина Андріївна
Валентина Андріївна Таранова (нар. 27 липня 1932, Ашхабад) — радянський і український майстер декоративно-ужиткового мистецтва. Заслужений майстер народної творчості УРСР (1982).

## Біографія
Народилася 27 липня 1932 року у місті Ашхабаді (тепер Ашгабат, Туркменістан). 1955 року закінчила Саратовський педагогічний інститут.
1972 року організувала і до 1977 року керувала студією декоративно-ужиткового мистецтва при Палаці культури міста Трускавця. У 1977—1989 роках — керівник народної самодіяльної студії у Трускавці.

## Роботи
Серед творів вироби з дерева, сухих рослин, соломи. Зокрема:
- «Гуцульщина» (1977);
- «Поле» (1985);
- «Ісус Христос» (1987);
- «Т. Г. Шевченко» (1988);
- «Сім'я вечеря біля хати» (1988);
- «Церква» (1989);
- «Карпати» (1989).